# Карнитин-ацилкарнитин транслоказа
Карнитин-ацилкарнитин транслоказа также карнитин-ацилкарнитиновый транспортёр (Carnitine-acylcarnitine translocase, сокр. CACT) — митохондриальный белок-переносчик, осуществляющий пассивный транспорт ацилированного карнитина (карнитин-COR) внутрь матрикса и карнитина из него, путём антипорта. Локализован на внутренней мембране митохондрий. Ген, кодирующий белок расположен на 3-й хромосоме — SLC25A20 Архивная копия от 17 сентября 2016 на Wayback Machine.
Данный белок относится к трансмембранным белкам.

## Функции
Внутренняя мембрана митохондрий не проницаемая для многих жирных кислот, в том числе и в виде ацилов карнитина (карнитин-COR). Для её прохождения существует белок-переносчик — карнитин-ацилкарнитин транслоказа, который способен транспортировать ацилированный карнитин внутрь матрикса и молекулы свободного карнитина из матрикса в межмембранное пространство посредством антипорта. Уравнение реакции:
Карнитин-CORснаружи + Карнитинвнутри = Карнитин-CORвнутри + Карнитинснаружи.

## Медицинское значение
CACT связана с дефицитом карнитин-ацилкарнитин транслоказы — тяжёлое генетическое заболевание, характеризующееся сильнейшей гипокетонемической гипогликемией, печёночной недостаточностью, миастенией, энцефалопатией. Очень опасна у новорождённых, так как среди них наблюдается высокая летальность. За дефицит CACT отвечают мутации гена SLC25A20 (3p21.31).

## Модельные организмы
Модельные организмы были использованы в изучении функции SLC25A20. Условная линия нокаутированных мышей с названием Slc25a20tm1a(EUCOMM)Wtsi была воспроизведена в институте Сенгера. Особи мужского и женского пола подверглись стандартному фенотипическому скринингу, чтобы определить последствия делеций . Дополнительный скрининг выполнен в углубленном иммунологическом фенотипировании .